# Джеральд Фіцморіс, 1-й лорд Оффалі

Герб ФітцДжеральдів.

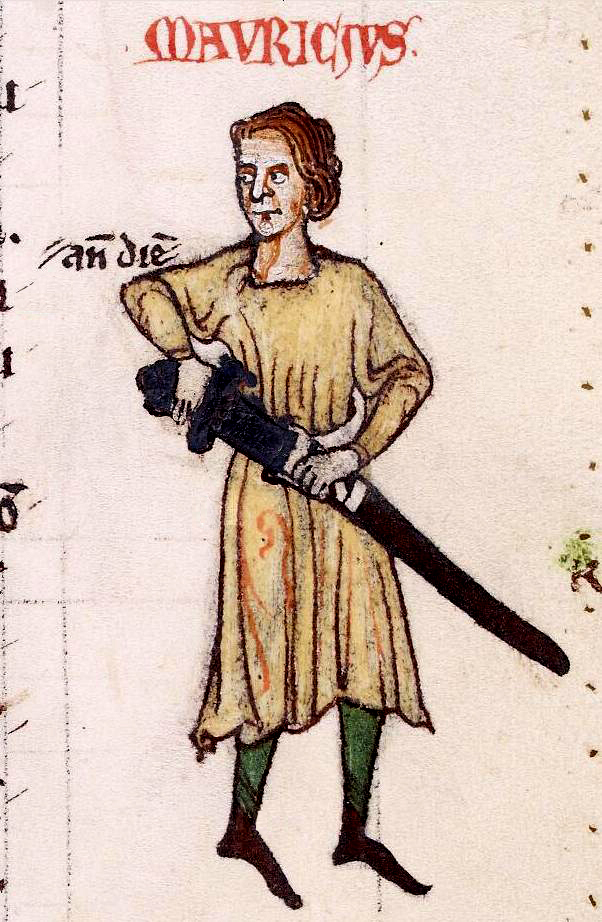
Моріс ФітцДжеральд — лорд Ланстефан, батько Джеральда ФітцМоріса.

Джеральд ФітцМоріс (біля 1150 -. 15 січня 1204) — І перший лорд Оффалі, аристократ нормансько-валійського походження, переселився до Ірландії разом зі своїм батьком Морісом ФітцДжеральдом — лордом Ланстефан, що по суті заснував династію ФітцДжеральдів, що потім відіграли величезну роль в історії Ірландії. Він одружився з Евою де Бермінгем. Як придане він отримав баронство Оффалі, таким чином він став І лордом Оффалі. Він став засновником династії Кілдер — спочатку графів Кілдер, потім герцогів Лейнстер.

## Життєпис

### Родина
Джеральд ФітцМоріс народився в Уельсі десь біля 1150 року. Він був другим старшим сином Моріса ФітцДжеральда і його другої дружини, ім'я якої невідоме історикам. Джеральд ФітцМоріс мав одну сестру — Нест, яка була названа на честь своєї бабусі — валлійської принцеси Нест Ферх Ріс. Ще він мав 5 братів, у тому числі і старшого брата Вільяма ФітцМоріса — І барона Наас.

### Війна і титули
Батько Джеральда — Моріс ФітцДжеральд, лорд Ланстефан був одним із тих англо-норманських лицарів, що пішли походом в Ірландію 1169 року. Король Лейнстеру — Дермот Мак Мурроу (Дермот Чужоземець) був вигнаний з Ірландії, він втік до Англії і звернувся до короля Англії з проханням допомогти повернути йому його королівство. Король Англії вирішив скористатися ситуацією і завоювати Ірландію. Армія короля Англії висадилась в Ірландії і почала війну. Джеральд і його батько брали участь в облозі Дубліна в 1171 році. Після смерті батька 1 вересня 1176 року старший брат Джеральда Вільям дарував йому половину земель Офелан, в тому числі землі Мейнут та Рахмор. У 1185 році принц Джон затвердив його власність на ці землі королівською грамотою. У 1197 році він брав участь в завоюванні Лімерика, захопив землі Крум.

### Шлюб
Десь біля 1193 році Джеральд одружився з Євою де Бермінгем (померла десь в 1223—1226 роках) — дочкою сера Роберта де Бермінгем. Як посаг він отримав баронство Оффалі, став у результаті цього І лордом Оффалі. У них був один син:
- Моріс ФітцДжеральд (1194 — 20 травня 1257) — ІІ лорд Оффалі, головний юстиціарій Ірландії. Одружився з Джуліаною Н. Н. і мав з нею 4 синів.

Після смерті Джеральда Єва вступала в шлюб ще двічі. Її другий чоловік — Джеффрі ФітцРоберт. Третій раз вона десь біля 1211 року одружилась із Джеффрі де Маріско, головним юстиціарієм Ірландії.